# Emmanuel Théaulon
Marie-Emmanuel-Guillaume-Marguerite Théaulon de Lambert (* 14. August 1787 in Aigues-Mortes; † 16. November 1841 in Paris) war ein französischer Dramatiker und Librettist.
Théaulon verfasste 1811 eine Ode auf die Geburt Napoleon Franz Bonapartes, die ihm die Anerkennung Napoleons brachte. In der Folgezeit trat er mit zahlreichen Vaudevilles und mehreren Opernlibretti hervor. Häufig arbeitete er mit Koautoren wie Achille Dartois, Armand d’Artois. Jean-Henri Dupin, Maurice Oury, Etienne Jourdan, Théophile Marion Dumersan, Ferdinand Hérold, Marc-Antoine-Madelaine Désaugiers, Paul Ledoux, Gabriel de Lurieu, Ramond de la Croisette, Joseph Langlé und anderen zusammen.
Aus der Vielzahl dieser Werke ragen die Versdramen L’Artiste ambitieux (1820) und L’Indiscret (1825) heraus. Seine Libretti wurden u. a. von François-Adrien Boieldieu (Petit Chaperon rouge) und Ferdinand Hérold (La Clochette), Gaspare Spontini (Alcidor) und Michele Carafa (Jeanne d’Arc à Orléans) vertont. Als Gemeinschaftswerk von  Henri Montan Berton, François-Adrien Boieldieu, Luigi Cherubini, Rodolphe Kreutzer und Ferdinando Paër entstand 1821 die Oper Blanche de Provence ou la Cour des fées.